# نادين وهدان
نادين ممدوح محمد وهدان (مواليد 20 أغسطس 1997) لاعبة جمباز القفز قطرية، مثّلت بلدها في عدة من منافسات دولية.
نافست في البطولات العالمية بما فيها الألعاب الأولمبية الصيفية للشباب 2014 حيث حصلت على المركز التاسع ولم تتأهل للنهائيات لفارق أقل من نصف درجة، وبطولة العالم للترامبولين 2014

## وصلات خارجية
- نادين وهدان على موقع الاتحاد الدولي للجمباز (licence) (الإنجليزية)
- نادين وهدان على موقع الاتحاد الدولي للجمباز (biography) (الإنجليزية)
- نادين وهدان على موقع أوليمبيديا (الإنجليزية)

- قالب:Fig
- "Trampoline gymnast Nadeen Wahdan Honored". Qatargym.com. 25 سبتمبر 2011. مؤرشف من الأصل في 2020-03-06. اطلع عليه بتاريخ 2017-02-26.
- "Rahma And Nadeen In Training Camp In China". Qatargym.com. 10 أغسطس 2014. مؤرشف من الأصل في 2020-03-06. اطلع عليه بتاريخ 2017-02-26.
- "3rd Trampoline Asia Games 2014". GYMmedia.com. 18 فبراير 2007. مؤرشف من الأصل في 2017-02-27. اطلع عليه بتاريخ 2017-02-26.
- "History-making trampoline gymnast Wehdan enjoys birthday bonus - Official Website of the Chinese Olympic Committee". En.olympic.cn. 21 أغسطس 2014. مؤرشف من الأصل في 2017-02-27. اطلع عليه بتاريخ 2017-02-26.
- "Gymnast Wahdan qualifies to Youth Olympic Games". Qatar is Booming. 5 يونيو 2014. مؤرشف من الأصل في 2017-02-27. اطلع عليه بتاريخ 2017-02-26.
- "Qatar's Nadeen Wehdan Competes In The Women's Trampoline Event During Stock Photo, Royalty Free Image: 123748444". Alamy. 26 سبتمبر 2014. مؤرشف من الأصل في 2017-02-27. اطلع عليه بتاريخ 2017-02-26.